# Weezer (álbum de 2016)
Weezer, también conocido como The White Album, es el décimo álbum de estudio de la banda estadounidense Weezer. Fue lanzado el 1 de abril de 2016. Es el segundo álbum de la banda que no es editado por un sello grande (después de Hurley), y el cuarto álbum homónimo (después de The Blue Album (1994), The Green Album (2001) y The Red Album (2008). El álbum cuenta con los sencillos "Thank God for Girls" y "Do You Wanna Get High?", junto con el sencillo promocional "King of the World".

## Antecedentes y grabación
Tras el lanzamiento de Everything Will Be Alright in the End y la siguiente gira promocional a pequeña escala, Weezer se separó de su compañía discográfica y en su lugar firmó con Crush Management. Inmediatamente, el nuevo manager de la banda, Jonathan Daniel, sugirió que la banda produjera un "álbum de playa", una sugerencia que el líder de la banda Rivers Cuomo consideró "tan obvia que ni siquiera nos dimos cuenta". También a través de Crush, Cuomo pudo conocer al productor Jake Sinclair, exingeniero del sencillo de la banda de 2009, "(If You're Wondering If I Want You To) I Want You To", quien en un momento lideró una banda de covers de Weezer llamada Wannabeezer. Sinclair invitó a Cuomo al estudio de su casa y los dos grabaron una demostración acústica para "California Kids". Utilizando la demo como "punto central del próximo álbum", la banda contrató a Sinclair como productor y primero grabó el sencillo "Do You Wanna Get High?".
Cuomo describió su relación con Sinclair como "constantemente jalándose el uno al otro en estas diferentes direcciones", el primero deseando "evolucionar y probar experimentos locos", mientras que el segundo sirvió como "la voz de los fanáticos, muy conservadora"; Cuomo concluyó que Sinclair había "ganado" en gran medida. Sinclair a menudo incluso interrumpía a Cuomo en medio de una toma vocal si Cuomo perdía su acento de Long Island, que aparece en gran medida en Weezer (1994). Guitarrista Brian Bell declaró que "[Sinclair] sabía cómo deberíamos sonar más de lo que sabíamos cómo deberíamos sonar". Después de la composición de cada canción, Sinclair tomaría al miembro individual de la banda y trabajaría en privado con él en el arreglo de instrumentos individual. Cuomo declaró que esto permitiría ideas más "nuevas y en capas".

## Lista de canciones
| N.º | Título                         | Duración |  |
| 1.  | «California Kids»              | 3:25     |  |
| 2.  | «Wind in Our Sail»             | 2:53     |  |
| 3.  | «Thank God for Girls»          | 3:30     |  |
| 4.  | «(Girl We Got A) Good Thing»   | 3:25     |  |
| 5.  | «Do You Wanna Get High?»       | 3:27     |  |
| 6.  | «King of the World»            | 3:24     |  |
| 7.  | «Summer Elaine and Drunk Dori» | 3:25     |  |
| 8.  | «L.A. Girlz»                   | 3:29     |  |
| 9.  | «Jacked Up»                    | 2:53     |  |
| 10. | «Endless Bummer»               | 4:14     |  |

## Posiciones
| Lista (2016)                       | Posición |
| ---------------------------------- | -------- |
| Australia (ARIA)                   | 28       |
| Bélgica (Ultratop flamenca)        | 65       |
| Bélgica (Ultratop valona)          | 111      |
| Canadá (Billboard Canadian Albums) | 10       |
| Países Bajos (Album Top 100)       | 49       |
| Alemania (Offizielle Top 100)      | 51       |
| Irlanda (IRMA)                     | 27       |
| Nueva Zelanda (Recorded Music NZ)  | 28       |
| Reino Unido (UK Albums Chart)      | 24       |
| Estados Unidos (Billboard 200)     | 4        |

## Personal
- Rivers Cuomo - voz, guitarra líder, teclados, piano
- Brian Bell - guitarra rítmica, coros, teclados
- Scott Shriner - bajo, coros, piano en "Thank God for Girls" y "(Girl We Got a) Good Thing"
- Patrick Wilson - batería, percusión, coros